# 김련향
김련향(1992년 5월 4일~)은 조선민주주의인민공화국의 알파인 스키 선수이다. 2018년 동계 올림픽에 조선민주주의인민공화국 대표 선수로 참가했다.